# Sociální znevýhodnění v Česku
Přesná definice sociálního znevýhodnění není dosud v České republice pevně ukotvena. V nejširším pojetí lze sociální znevýhodnění chápat jako určitou překážku, která omezuje sociální růst a zapojení jedince, skupiny či minority do společnosti.[zdroj?] Pojem sociální znevýhodnění se používá v několika resortech státu.[kde?] V mnohém se prolíná s pojmem sociálního vyloučení. Z historických pramenů vyplývá, že se společnost věnovala lidem, kteří byli znevýhodněni v různých směrech. Vyspělá společnost by měla rozeznat rozmanitost potřeb, situací a cílů, které mají její jednotliví členové, snažit se o odstraňování předsudků a diskriminace, intenzivně se podílet na zlepšení ekonomických, politických, právních, sociálních a zdravotních podmínek, které omezují osobní rozvoj a limitují osobní svobodu každého člena společnosti.

## Historie

### Středověk
V tomto období u nás poskytovala pomoc potřebným církev prostřednictvím náboženských obcí, řeholních řádů a jejich klášterů. Vznikaly ústavy, řádové nemocnice a útulky, které zajišťovaly bezpečí pro chudé, zmrzačené, staré a sirotky. Ve 13. a 14. století narůstal počet nemajetných. Až do počátku novověku převládala v celé společnosti středověká tendence k sociálnímu vylučování lidí, kteří se vymkli standardním sociálním strukturám. Byli odháněni od sídel a tvrdě postihováni i za drobné přestupky. Týkalo se to nemajetných lidí, žebráků, tuláků, duševně nemocných, cikánů, nemocných nakažlivými nemocemi, jakýchkoli nemajetných cizinců a vůbec lidí, řečeno oblíbeným termínem doznívajícího středověku „nepříslušných“, vyvázaných z rodinných pout, z místních vazeb, z podřízenosti církvi a vrchnosti.

### Renesance
V 16. století byly zakládány sirotčince – ústavy pro výchovu opuštěných dětí. Nová společenská třída – měšťanstvo, zavedla měšťanskou správu měst a rozvíjela organizovanou léčebnou péči. V 16. a 17. století byl rozvoj měšťanské péče o chudé zbrzděn kvůli rekatolizaci země. Byla posílena moc církve a habsburské monarchie. Roku 1620 byla císařem Ferdinandem I. zřízena tehdy největší pražská nemocnice, která byla funkčně rozdělena na nemocnici poskytující zdravotní péči a špitál pro péči sociální.

### Rakousko-uherská monarchie
Od 18. století prochází evropská společnost řadou ekonomických i sociálních změn. Marie Terezie mimo zavedení povinné školní docházky řešila i problematiku zanedbaných dětí. Císař Josef II. zřizuje nové zdravotně-sociální instituce, např. Pražský nalezinec (1789). Zakládal farní chudinské ústavy i jiná ústavní zařízení, jež měla svůj řád a pevná pravidla. Ústavy byly financovány veřejnými sbírkami a dědickými dary. Stát se vyvazuje z područí církve a odmítá nesystematickou charitativní činnost. Občanský zákoník z roku 1811 jako první zákonná norma zabezpečuje právní postavení dítěte v rodině (nárok na výživu, výchovu a ochranu soudem). V roce 1868 upravil chudinský zákon povinnost obce pečovat o občana, který příslušel do obce domovským zákonem. Výrazným inovativním trendem byla snaha seznámit se s potřebnými a účinněji jim pomoci. V druhé polovině 19. století byl názor na příčinu sociálního selhání ovlivněn Ch. Darwinem, tzv. darwinismus. Teorie o původu druhů na principu přírodního výběru, tj. na principu vítězství silnějších nad slabšími v přístupu ke zdrojům.

### Průmyslová revoluce
Koncem 19. století se objevil v Německu první pokus o rozsáhlé sociální pojištění, tzv. Bismarckovy reformy. Hlavní zásluhu měly na zavedení sociálního pojištění pro široké vrstvy zaměstnanců pro případ nemoci, úrazu, invalidity a stáří. Důsledkem průmyslové revoluce byla masa lidí vykořeněných ze svého původního prostředí. Zaměstnanci byli nuceni stěhovat se na periferie průmyslových měst, kde prožívali pocity izolace a odcizení. Hlavním tématem veřejných diskuzí a politických bojů po celé 19. století bylo znevýhodnění a faktické vyloučení nižších nemajetných vrstev (a spolu s nimi také žen, etnických menšin a nebělošského obyvatelstva) z liberálního řádu. Recept v podobě volné hry tržních sil nejenže nezaručil prosperitu celé společnosti, ale nebyl ani schopen zabránit novým formám nerovnosti a sociálního rozkladu. Zaručený vzestup se jevil pouze pomocí organizovaných institucí, které měly za úkol snížit míru nejistoty ve společnosti. Velké skupiny lidí, které byly vykořeněné z důvodu průmyslové revoluce, se sociálně integrovaly. V rámci zrození sociálního státu získaly dříve znevýhodněné skupiny novou a pevnou kulturní a sociální identitu.

### Období První republiky
Období První republiky zaznamenalo nevídaný rozvoj specializovaných poradenských služeb. Jak uvádí Kodymová (2001), před druhou světovou válkou u nás existovaly poradny pro volbu povolání, pro duševní zdraví, městské sociální poradny, poradny pro matky s dětmi, poradny pro „úchylné děti“, tuberkulózní poradny a venerické poradny. Vznikaly jako nestátní nebo církevní zařízení, následně byly některé z nich přebírány státem: Společnost Čs. červeného kříže, organizace Okresních péčí o mládež, Masarykova Liga proti tuberkulose.

### Období po druhé světové válce
Rok 1945 s sebou přinesl působení dvou naprosto odlišných směrů sociální politiky. Západní exilová vláda se zahraničními informacemi o projektu welfare státu lorda Beweridge z roku 1942, který ovlivnil sociální programy řady států západní Evropy. Na druhé straně to byl vliv východní exilové vlády v čele s K. Gottwaldem a obsahem Košického vládního programu. Proběhla první měnová reforma, došlo k první vlně znárodňování majetku, současně se zvýšil vliv státu na přerozdělování majetku, snížila se sociální a příjmová diferenciace, a tím se postupně změnila třídní i sociální struktura obyvatelstva. V roce 1948 byl pluralitní politický systém vystřídán systémem sovětským, tj. vládou jedné politické strany a diktaturou proletariátu. Ze Sovětského svazu byl převzat model centrálního plánování i v oblasti sociální politiky. Stát zastřešoval sociální ochranu a sociální zabezpečení veškerého obyvatelstva. Silná státní ekonomická základna měla navždy odstranit nezaměstnanost, chudobu, třídní rozdíly a doprovázející sociální problémy. V sedmdesátých letech, tzv. období normalizace, služby sociální péče a dávky poskytovaly národní výbory. Při okresních a krajských národních výborech byly zřízeny posudkové komise sociálního zabezpečení, dávkové komise a komise péče o rodinu a děti. Okresy byly také zřizovateli většiny ústavů sociální péče. Po rozpadu sovětského impéria noví představitelé KSČ pochopili, že i v socialismu se musí řešit sociální otázky. V těchto letech se také konají mnohé konference zaměřené na sociální psychologii, gerontologii, thanatologii, výchovu mládeže, psychoterapii, problematiku alkoholismu, prostituce, práci s menšinami. Výsledky mnoha výzkumů byly cenzurovány. Česká sociální práce vlivem politických změn po roce 1989 byla nasměrována k návratu tradiční liberální společnosti. Uvolňuje se hierarchický vztah ke klientům a oslabuje se sociální kontrola, která byla v době totality značná. Dochází ke znejasňování poslání sociální práce podobně, jak k tomu došlo na Západě.
Po sametové revoluci se začaly objevovat zcela nové sociální problémy, které v Česku neměly obdoby (bezdomovectví, nezaměstnanost, neskrývaná prostituce, migrace uprchlíků přes naše území na Západ a potřeba začlenit vězně propuštěné z výkonu trestu po prezidentské amnestii apod.). Potřebná řešení se hledala v modelech vyzkoušených v jiných zemích. Hlavním inovačním trendem devadesátých let byla snaha o deinstitucionalizaci sociálních služeb, což znamenalo vytvořit alternativu k tradiční (většinou ústavní) péči a masivní nástup nestátních organizací (církevních i necírkevních) do sociální péče. Po roce 1989 vznikly tisíce sociálních nevládních organizací. V rámci přijetí České republiky do Evropské unie musela nastat koordinace v legislativě. Je třeba hledat stále nové sociální metody.

## Sociální politika
Efektivní sociální politika musí bezesporu směřovat přímo k jedinci a respektovat jeho možnosti, potřeby a další osobní specifika. Koncepce adresnosti je nemyslitelná bez zabezpečení systematického přísunu relevantních informací o životních potřebách občanů. Sociální práce se musí přizpůsobovat zákonům, nařízením i vyhláškám. Bez cílené sociální práce, pomoci a sociálních služeb, jako instrumentů a současně produktů sociální politiky, by se významná část občanů nemohla podílet na všech stránkách života společnosti, čímž by bylo znemožněno uplatnění jejich lidských i občanských práv a docházelo by k jejich sociálnímu vyloučení.
Systém sociální pomoci a služeb se aktivuje zejména tehdy:
- když jsou ohrožena práva občana,
- když se občan nachází ve hmotné či jiné existenční nouzi a není schopen zabezpečit své potřeby vlastními silami,
- je-li občan znevýhodněn při uspokojování svých (pro ostatní běžných) potřeb (nebo) žije ve stavu sociálního vyloučení,
- když mu tyto situace hrozí.[4]

Kvalitní uplatňování sociální politiky státu by mělo v případě potřeby slaďovat způsoby sociální ochrany. Propojení různých služeb, případně promyšlené provázání služeb a dávek může být efektivnější pomocí než poskytnutí jedné služby nebo jen jedné dávky. Sociální pomoc v sobě zahrnuje sociální služby a také finanční a věcné dávky.
Lidský faktor (a tím i sociální politika) má důležité místo ve společnosti, neboť v určité míře přispívá a spolupodílí se na utváření morálního a názorového klimatu společnosti. Sociální politika právě svou koncentrací na člověka může působit na hodnotové orientace lidí, spoluvytvářet jejich názory, postoje, chování atd. Není to pouhý souhrn určitých opatření, ale je to reakce na specifické otázky, na které neodpovídají ostatní sféry života.

## Politika vzdělanosti
V této oblasti bylo zapotřebí rozlišit definice sociálního znevýhodnění, zdravotního znevýhodnění nebo zdravotního postižení. Pro tyto účely byl zaveden termín sociálně znevýhodněný žák a přímo uveden v § 16 zákona o předškolním, základním, středním, vyšším odborném a jiném vzdělávání (školský zákon) č. 561/2004 Sb.. Po novele tohoto zákona v roce 2016 a v návaznosti na Vyhlášku o vzdělávání žáků se speciálními vzdělávacími potřebami a žáků nadaných č. 27/2016 Sb. je nahrazen pojmem žák se speciálními vzdělávacími potřebami, od té doby se podpora dětem přiděluje na základě určení konkrétní podoby podpůrného opatření. V resortu vzdělávání se sociálním znevýhodněním vymezuje skupina žáků, kteří potenciálně nebo skutečně selhávají ve vzdělávání, což není z důvodu zdravotního postižení, tělesného či mentálního handicapu, dlouhodobé nemoci ani specifických poruch učení či chování.

### Aspekty sociálního znevýhodnění ve školství
- jedinec – zanedbanost, jazyková odlišnost, jiná sexuální orientace, četná migrace
- rodina – týrání, zneužívání, dysfunkční rodina či naopak velké pracovní nasazení rodičů
- sociální prostředí – sociálně vyloučené lokality, sociálně-patologické jevy, ghetta
- ekonomický status – ztráta materiálního zázemí, dluhy, chudoba, bytové podmínky

Tyto aspekty se vzájemně prolínají a mění v čase.

## Politika zaměstnanosti
Podobně jako v ostatních zemích EU zahrnují znevýhodněné skupiny na trhu práce především absolventy škol a mladistvé, občany se zdravotním postižením, občany nad 50 let věku, občany bez kvalifikace nebo s nízkou úrovní kvalifikace a občany s malými dětmi. Nejvíce ohroženy jsou skupiny osob, u kterých dochází ke kumulaci různých znevýhodnění, jako například mladiství s nízkou úrovní kvalifikace. Z tohoto důvodu byla vypracována Strategie politiky zaměstnanosti do roku 2020.

### Mladí
Cílem Realizačního plánu programu Záruky pro mládež je významně přispět ke snížení míry nezaměstnanosti mladých lidí věkové skupiny 15–24 let na 12,3 %.
Program Záruky pro mládež České republiky, jehož cílem je snížit nezaměstnanost mladých lidí tím, že jim zaručuje, že každý mladý člověk ve věku 15 - 24 let dostane kvalitní nabídku zaměstnání, dalšího vzdělávání, odborné přípravy nebo stáže, a to do čtyř měsíců poté, co se stal nezaměstnaným, ukončil formální vzdělávání nebo odešel ze systému formálního vzdělávání.
Nadnárodní program Strategie Evropa 2020 - cílem je dosažení takového hospodářského růstu, jenž bude založen na principech znalostní ekonomiky, bude udržitelný a bude podporovat začleňování, a to jak sociální tak územní v jednotlivých členských státech.

### Starší osoby
Cílem podpory starších osob na trhu práce by měla být zejména prevence, udržení zaměstnanosti, podpora celoživotního učení a motivace zaměstnavatelů k rozvoji vlastních lidských zdrojů, případně úpravy pracovišť. Např. ukončený projekt „Generační tandem - podpora generační výměny ve Středočeském kraji“ Národní akční plán podporující pozitivní stárnutí pro období let 2013 – 2017. Prodlužující se délka lidského života s sebou mimo jiné nese i možnost plnohodnotného využití účasti na trhu práce.

### Osoby se zdravotním postižením
Tyto osoby představují jednu z nejzranitelnějších skupin na trhu práce, neboť vzhledem k relativnímu přebytku pracovní síly, není tato skupina dostatečné konkurenceschopná. Zaměstnavatelům lidí se zdravotním postižením se vyplácí příspěvek na podporu zaměstnávání OZP. Další podporou ze strany státu je § 101 zákona č. 137/2006 Sb. o veřejných zakázkách.

### Osoby s nízkou kvalifikací a osoby ohrožené sociálním vyloučením
Řešení problému sociálního vyloučení by mělo být jedním z prvořadých úkolů státní politiky. Primárně by se však podpora neměla soustředit pouze na vytváření pracovních míst pro osoby s nízkou kvalifikací, ale zejména další vzdělávání těchto osob a posilování jejich postavení na trhu práce.

### Ženy
Základním problémem zaměstnanosti žen je nedostatečný prostor pro soulad rodinného a pracovního života. Hlavním problémem je nemožnost zajistit kvalitní a dostupnou péči o dítě (obdobně ale i o seniory – starší rodiče) při výkonu zaměstnání. Problém dostupnosti není jen geografický či ekonomický, ale rovněž je problematická časová dostupnost, která neodpovídá požadavkům na pracovní dobu matek. Přitom kvalitní předškolní výchova neovlivňuje pouze zaměstnanost matek dětí, ale rovněž jejich sociální integraci. Podskupinou žen jsou matky samoživitelky. Pro ně je naprosto stěžejní vydělávat si v zaměstnání, jsou zároveň skupinou, která je hodně postižená nezaměstnaností. Diskriminace při získávání zaměstnání na ně dopadá více než na ženy žijící s partnerem. Zaměstnavatelé se zřejmě bojí, že samoživitelka bude více doma s dítětem než v práci.

## Sociálně znevýhodněné oblasti
Státem podporované regiony s vyšší mírou dlouhodobé nezaměstnanosti, s vyšším počtem osob pobírajících sociální dávky a s výskytem sociálně vyloučených lokalit. Úspěšná sociální integrace znevýhodněných skupin tkví v jejich zapojení do pracovního procesu a v rozvoji sociálního podnikání. Tato problematika byla zahrnuta např. do Strategie regionálního rozvoje ČR 2014–2020.